# Fryderyk Wilhelm Lubomirski
Fryderyk Wilhelm Lubomirski (1779–28 mai 1848), prince polonais de la famille Lubomirski, général, vice-gouverneur de Volyn (1816)

## Biographie
Fryderyk Lubomirski est le fils de Józef Aleksander Lubomirski et de Ludwika Sosnowska (pl).

## Mariage et descendance
Il épouse Franciszka Załuska qui lui donne pour enfant:
- Kazimierz Anastazy Karol Lubomirski (1813-1871)

## Sources
- (pl) Cet article est partiellement ou en totalité issu de l’article de Wikipédia en polonais intitulé « Fryderyk Lubomirski » (voir la liste des auteurs).